# Moxidectin
Moxidectin là một loại thuốc trị giun được sử dụng trên động vật để ngăn ngừa hoặc kiểm soát giun ký sinh (giun sán), như giun tim và giun đường ruột, ở chó, mèo, ngựa, gia súc và cừu. Moxidectin giết chết một số ký sinh trùng bên trong và bên ngoài phổ biến nhất bằng cách liên kết có chọn lọc với các kênh ion chloride glutamate gated của ký sinh trùng. Các kênh này rất quan trọng đối với chức năng của các tế bào thần kinh và cơ không xương sống; khi moxidectin liên kết với các kênh, nó phá vỡ sự dẫn truyền thần kinh, dẫn đến tê liệt và tử vong của ký sinh trùng.

## Sử dụng trong y tế
Moxidectin đã được phê duyệt cho bệnh giun đũa (mù sông) vào năm 2018 cho những người trên 11 tuổi ở Hoa Kỳ dựa trên hai nghiên cứu. Cần có thêm các thử nghiệm, với sự theo dõi lâu dài, để đánh giá liệu moxidectin có an toàn và hiệu quả trong điều trị nhiễm trùng tuyến trùng ở trẻ em và phụ nữ có khả năng sinh con hay không. Moxidectin được dự đoán là hữu ích để đạt được mục tiêu loại bỏ căn bệnh này.
- Chó: Phòng bệnh giun tim. Kết hợp với imidacloprid để điều trị sarcoptic mange.[6]
- Ngựa: Điều trị ký sinh trùng bao gồm Strongylus vulgaris và bot dạ dày như Gasterophilus intestinalis.[7]
- Gia súc: Điều trị ký sinh trùng như tuyến trùng đường tiêu hóa Ostertagia ostertagi và giun phổi Dictyocaulus viviparus.[1]
- Cừu: Điều trị tuyến trùng Teladorsagia cyclcincta và Haemonchus contortus.[8]

Tuyến trùng có thể phát triển kháng chéo giữa moxidectin và các loại ký sinh trùng tương tự khác, như ivermectin, doramectin và abamectin.

## Tác dụng phụ
Các nghiên cứu về moxidectin cho thấy tác dụng phụ khác nhau tùy theo động vật và có thể bị ảnh hưởng bởi công thức, phương pháp ứng dụng và liều lượng của sản phẩm.
Một quá liều moxidectin làm tăng tác dụng của axit gamma -aminobutyric (GABA) trong hệ thống thần kinh trung ương. Trong ngựa, quá liều có thể dẫn đến trầm cảm, rủ cuûa möùc thaáp hôn môi, run, thiếu sự phối hợp khi di chuyển (mất điều hòa), tỷ lệ thở (giảm nhịp thở), sững sờ và hôn mê.
Nếu một con chó liếm moxidectin từ da được áp dụng như một phương pháp điều trị "tại chỗ" (tại chỗ), điều này có tác dụng tương tự như quá liều, và có thể gây ra nôn mửa, chảy nước bọt và các dấu hiệu thần kinh như mất điều hòa, run rẩy và rung giật nhãn cầu. Chó Collie không thể được dùng moxidectin.

## Dược lý
Moxidectin rất lipophilic, khiến nó có khối lượng phân phối cao. Moxidectin tập trung trong mô mỡ của động vật, từ đó nó được giải phóng đến hai tháng sau khi dùng.
Ở dê, sinh khả dụng đường uống của moxidectin thấp hơn 2,7 lần và thời gian bán hủy ngắn hơn 1,8 lần so với ở cừu.

## Hóa học
Moxidectin, một loại macrocyclic lactone thuộc nhóm milbemycin, là một dẫn xuất bán tổng hợp của nemadectin, một sản phẩm lên men của vi khuẩn Streptomyces cyanogawnus subsp. noncyanogenus.

## Lịch sử
Vào cuối những năm 1980, một nhà nông học của Công ty Cyanamid của Mỹ đã phát hiện ra vi khuẩn Streptomyces mà moxidectin có nguồn gốc từ một mẫu đất từ Úc. Hai công ty đã nộp bằng sáng chế cho moxidectin: Glaxo Group và Công ty Cyanamid của Mỹ; vào năm 1988, tất cả các bằng sáng chế đã được chuyển sang Cyanamid của Mỹ. Năm 1990, sản phẩm moxidectin đầu tiên được bán ở Argentina.
Đối với việc sử dụng của con người, moxidectin đã được Cục Quản lý Thực phẩm và Dược phẩm Hoa Kỳ phê duyệt vào tháng 6 năm 2018 để điều trị bệnh giun đũa ở người lớn và thanh thiếu niên từ 12 tuổi trở lên. Đây là sự chấp thuận đầu tiên của con người trên toàn thế giới. Chủ sở hữu giấy phép là công ty dược phẩm sinh học phi lợi nhuận Thuốc phát triển cho sức khỏe toàn cầu.